# Kirche Hl. Maria Magdalena (Kozjak)
Die Kirche Hl. Maria Magdalena (serbisch: Црква Свете Марије Магдалине, Crkva Svete Marije Magdaline) ist eine serbisch-orthodoxe Kirche, im Dorf Kozjak, im westlichen Serbien.
Die 1987 erbaute Kirche ist der heiligen apostelgleichen Maria Magdalena geweiht. Sie ist die Pfarrkirche der Pfarreien Kozjak I-II und der Kirchengemeinde Kozjak im Dekanat Jadar der Eparchie Šabac der serbisch-orthodoxen Kirche.

## Lage

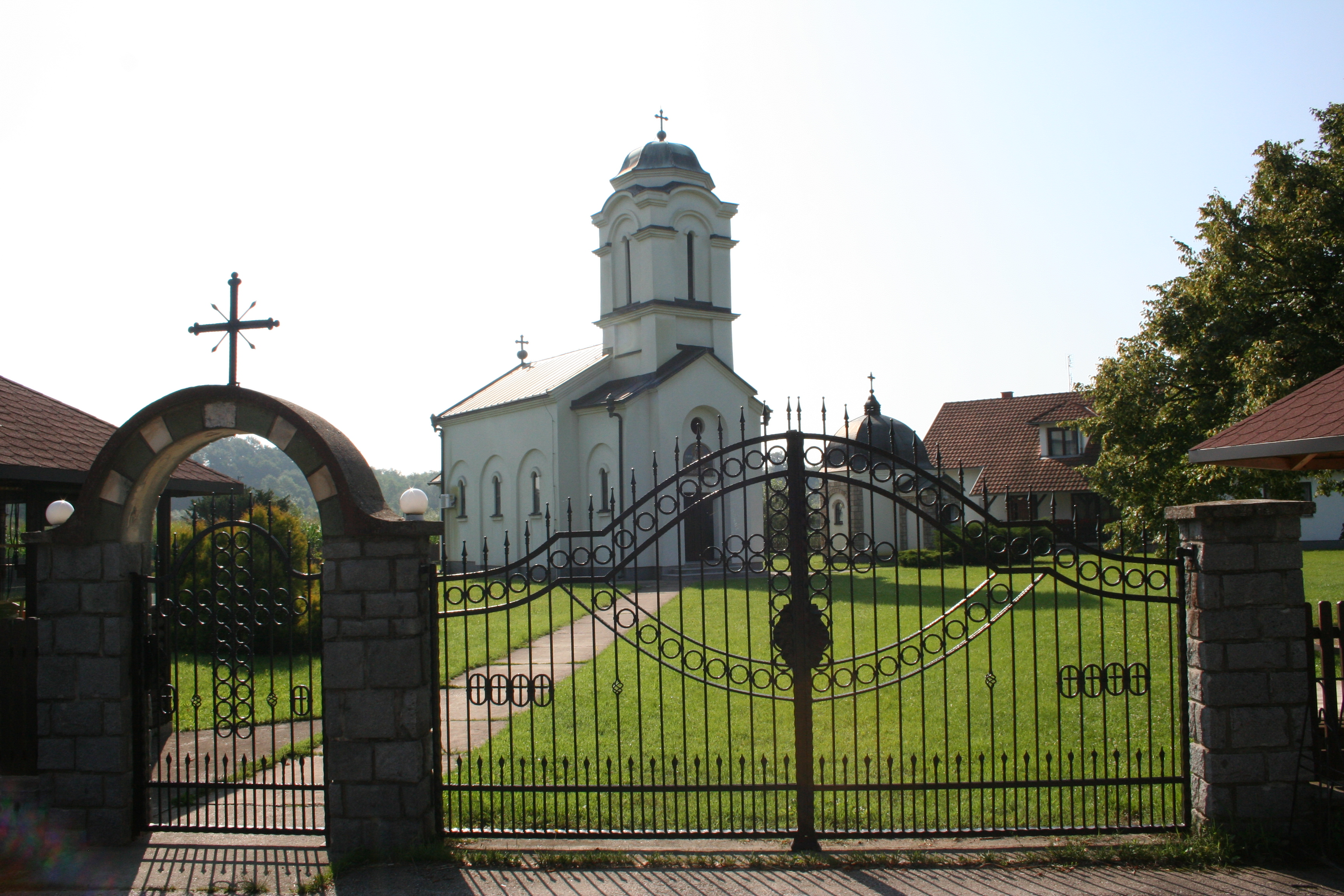
Die Kirche und die Kapelle im umzäunten Kirchhof

Das Kirchengebäude steht im umzäunten Kirchhof im Grenzgebiet der zwei Dörfer Kozjak und Lipnički Šor. Unweit südlich der Kirche fließt das Flüsschen Krivaja durch die Dörfer. Im Kirchhof stehen neben der Kirche unter anderem auch eine serbisch-orthodoxe Kapelle, das alte und neue Pfarrhaus und ein Kirchbrunnen mit Gedenkplatten.
Kozjak gehört zur Stadt Loznica, im Okrug Mačva im nordwestlichen Zentralserbien, in der geographischen Region Jadar, benannt nach dem gleichnamigen Fluss Jadar.

## Geschichte
Mit dem Anwachsen der Bevölkerung der beiden Dörfer Kozjak und Lipnički Šor, wurde die Christi-Verklärungs-Kirche im Nachbardorf Lipnica, wohin die Bewohner der Dörfer vorher zum Gottesdienst gingen, zu klein. Aus Lipnica kam der Priester Predrag Mićić der den Grundstein zum Bau der Kirche Hl. Maria Magdalena setzte. 
Der Bau der Kirche wurde 1987 im damaligen Jugoslawien begonnen und beendet. Die Kirche wurde durch die Spenden und den Einsatz der lokalen Bevölkerung erbaut. 
Die Kirche wurde von den zwei Bischöfen: Jovan (damaliger Bischof der damaligen Eparchie Šabac-Valjevo) und Vasilije (damaliger Bischof der Eparchie Zvornik-Tuzla) feierlich eingeweiht.
Die nördlich der Kirche stehende Kapelle Hl. Zar Lazar und alle Märtyrer des Kosovo wurde 1994 erbaut und vom damaligen Bischof der Eparchie Šabac, Lavrentije, geweiht.
2004 wurde der Kirchenchor des Heiligen König Dragutin gegründet. 2017 feierte die Kirche ihr 30-jähriges Jubiläum. 
Die Kirchengemeinde Kozjak besteht aus den Dörfern Kozjak und Lipnički Šor. Derzeitiger Priester der Pfarrei Kozjak I ist der Erzpriester Milenko Sekulić und Priester der Pfarrei Kozjak II ist der Erzpriester Dobrica Petrović.

## Architektur

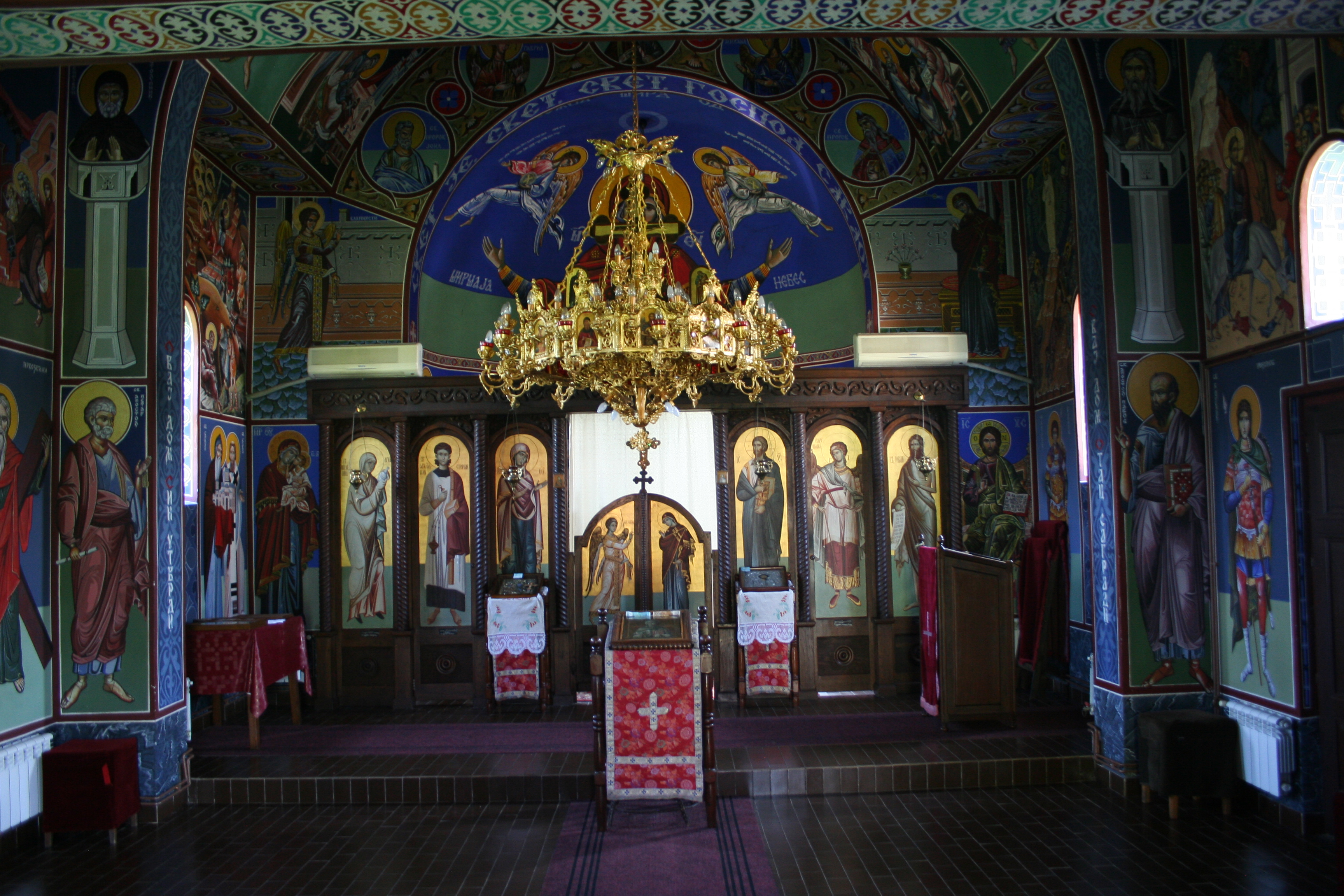
Die Ikonostase im Kircheninnenraum

Das Gotteshaus ist im traditionellen serbisch-byzantinischen Baustil erbaut worden.
Die einschiffige Kirche besitzt eine Altar-Apsis im Osten und im Westen erhebt sich ein kleiner Kirchturm mitsamt Rundkuppel und kleinem Narthex.
Die Kirche besitzt einen Hauptkircheneingang an der Westfassade über dem Eingang befindet sich ein Patronatsmosaik der hl. Maria Magdalena. An der Nordfassade befindet sich der Nebeneingang. 
Sie besitzt typisch für orthodoxe Kirchenbauten eine (hölzerne) Ikonostase mitsamt Ikonen. Im Kircheninneren ist sie mit byzantinischen Fresken bemalt. Die Fresken wurden bis 2005 fertiggestellt. 
Erwähnenswert ist das in der Kirche eine seltene Freske von Miloš Obilić gemalt wurde, die der Freske aus dem bekannten Kloster Hilandar nachempfunden ist.